# Letsværvægt
Letsværvægt er en vægtklasse i boksning. 
Professionelle letsværvægtere må ikke veje mere end 175 engelske pund eller 79,379 kg. For amatører er grænsen 81 kilogram.
Letsværvægt lå oprindeligt over mellemvægt og under sværvægt. Der er dog gennem årene kommer mange vægtklasser til, og i dag er klassen i professionel boksning placeret over supermellemvægt og under cruiservægt. 
Letsværvægt benyttes også som vægtklasse i andre sportsgrene end boksning, men har da andre definitioner. 

## Letsværvægt i professionel boksning
Den første officielle kamp om verdensmesterskabet i letsværvægt anses at være afholdt i Detroit den 22. april 1903 mellem Jack Root og Charles "Kid" McCoy. Kampen var ganske vist annonceret som værende om det amerikanske mesterskab i klassen, men Root anses som værende den første mester i klassen. Han tabte få måneder senere titlen til George Gardner. På daværende tidspunkt var vægtgrænsen i letsværvægt "kun" 170 engelske pund. 
Klassen blev benyttet i Europa fra omkring 1910'erne. Første officielle EM-kamp om titlen blev afviklet i 1913, da George Carpentier blev mester. Der var dog ikke megen aktivitet i klassen, og Carpentiers første titelforsvar blev bokset ni år senere, hvor Carpentier mistede titlen. Tom Bogs er den hidtil eneste dansker, der har været europamester i klassen. Bogs holdt titlen i 1968-69 inden han opgav titlen frivilligt for i stedet at bokse i mellemvægt.
De bedste professionelle letsværvægtere gennem tiderne anses at være bl.a. Ezzard Charles, Sam Langford, Gene Tunney og Archie Moore. Af disse var det imidlertid kun Archie Moore, der opnåede at blive verdensmester i klassen. Tunney og Charles blev dog verdensmeste i sværvægt. 
Den længst regerende verdensmester i letsværvægt var Archie Moore, der vandt titlen den 17. december 1952 fire dage efter han var fyldt 36 år. Bokseforbundet NBA fratog Moore titlen i 1960, men Moore fortsatte som mester anerkendt af New York State Athletic Commission og Ring Magazine, indtil han som 46-årig blev frataget titlen i 1962, da han ikke havde forsvaret den inden for et år. 
Englænderen Bob Fitzsimmons blev den første bokser, der opnåede at blive verdensmester i sværvægt og i letsværvægt, da han efter at have tabt sværvægtstitlen i 1899 vandt letsværvægtstitlen i 1903. Adskillige verdensmestre i letsværvægt forsøgte siden at vinde sværvægtstitlen, men dette lykkedes først for Michael Spinks, da han i 1985 slog Larry Holmes i en VM-kamp om sværvægtstitlen.

## Letsværvægt i amatørboksning
Letsværvægt kom først på det olympiske program ved de Olympiske Lege i Antwerpen i 1920. Første olympiske mester i letsværvægt blev amerikaneren Eddie Eagan.
Året forinden, i 1919, blev for første gang afviklet et dansk mesterskab i letsværvægt. Titlen blev vundet af Martin Olsen, der vandt titlen fire år i træk fra 1919-1922. Thyge Petersen er med seks mesterskaber den bokser, der har vundet titlen flest gange (1923-25, 1927-28 og 1930). 

### Olympiske mestre i letsværvægt
- 1920 –  USA Eddie Eagan
- 1924 –  GBR Harry Mitchell
- 1928 –  ARG Víctor Avendaño
- 1932 –  RSA David Carstens
- 1936 –  FRA Roger Michelot
- 1948 –  RSA George Hunter
- 1952 –  USA Norvel Lee
- 1956 –  USA James Boyd
- 1960 –  USA Cassius Clay
- 1964 –  ITA Cosimo Pinto
- 1968 –  URS Danas Pozniakas
- 1972 –  YUG Mate Parlov
- 1976 –  USA Leon Spinks
- 1980 –  YUG Slobodan Kacar
- 1984 –  YUG Anton Josipović
- 1988 –  USA Andrew Maynard
- 1992 –  GER Torsten May
- 1996 –  KAZ Vassiliy Jirov
- 2000 –  RUS Aleksandr Lebziak
- 2004 –  USA Andre Ward
- 2008 –  CHN Zhang Xiaoping
- 2012 –  RUS Egor Mekhontsev